# Metropolis 2000: Scenes from New York
Metropolis 2000: Scenes from New York – trzecie oficjalne wideo progresywnometalowego zespołu Dream Theater, wydane w 2001 roku.

## Lista utworów
1. Act 1, Scene 1: "Regression" – 2:46
2. Act 1, Scene 2: Part I. "Overture 1928" – 3:32
3. Act 1, Scene 2: Part II. "Strange Deja Vu" – 5:02
4. Act 1, Scene 3: Part I. "Through My Words" – 1:42
5. Act 1, Scene 3: Part II. "Fatal Tragedy" – 6:21
6. Act 1, Scene 4: "Beyond This Life" – 11:26
7. "John & Theresa Solo Spot" – 3:17
8. Act 1, Scene 5: "Through Her Eyes" – 6:17
9. Act 2, Scene 6: "Home" – 13:21
10. Act 2, Scene 7: Part I. "The Dance of Eternity" – 6:24
11. Act 2, Scene 7: Part II: "One Last Time" – 4:11
12. Act 2, Scene 8: "The Spirit Carries On" – 7:40
13. Act 2, Scene 9: "Finally Free" – 10:59